# Glaciations quaternaires

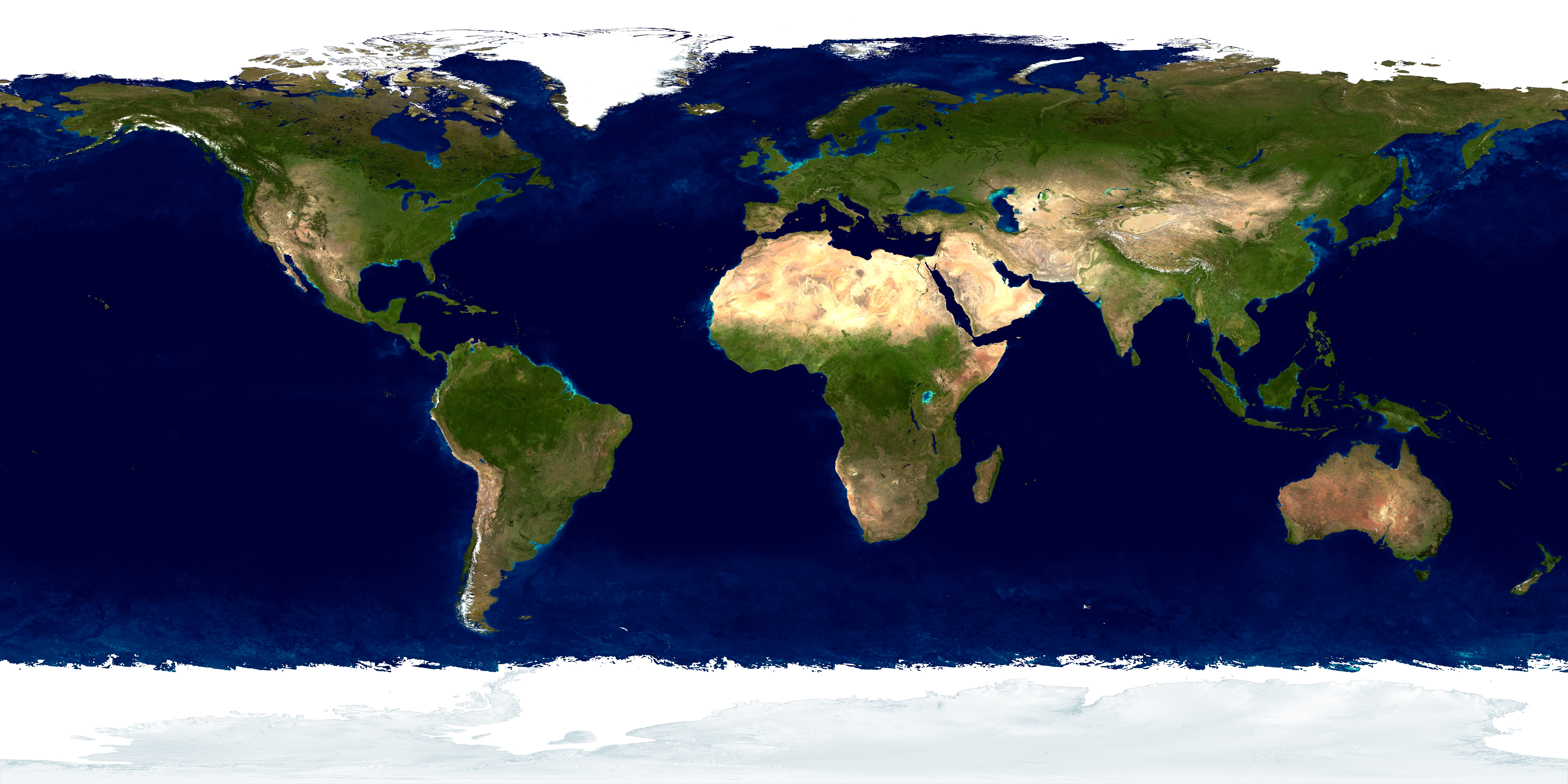
Calottes glaciaires actuelles de la Terre (avec les banquises). Lors de leur extension quaternaire maximale, les glaces couvraient près de 30 % de la planète.

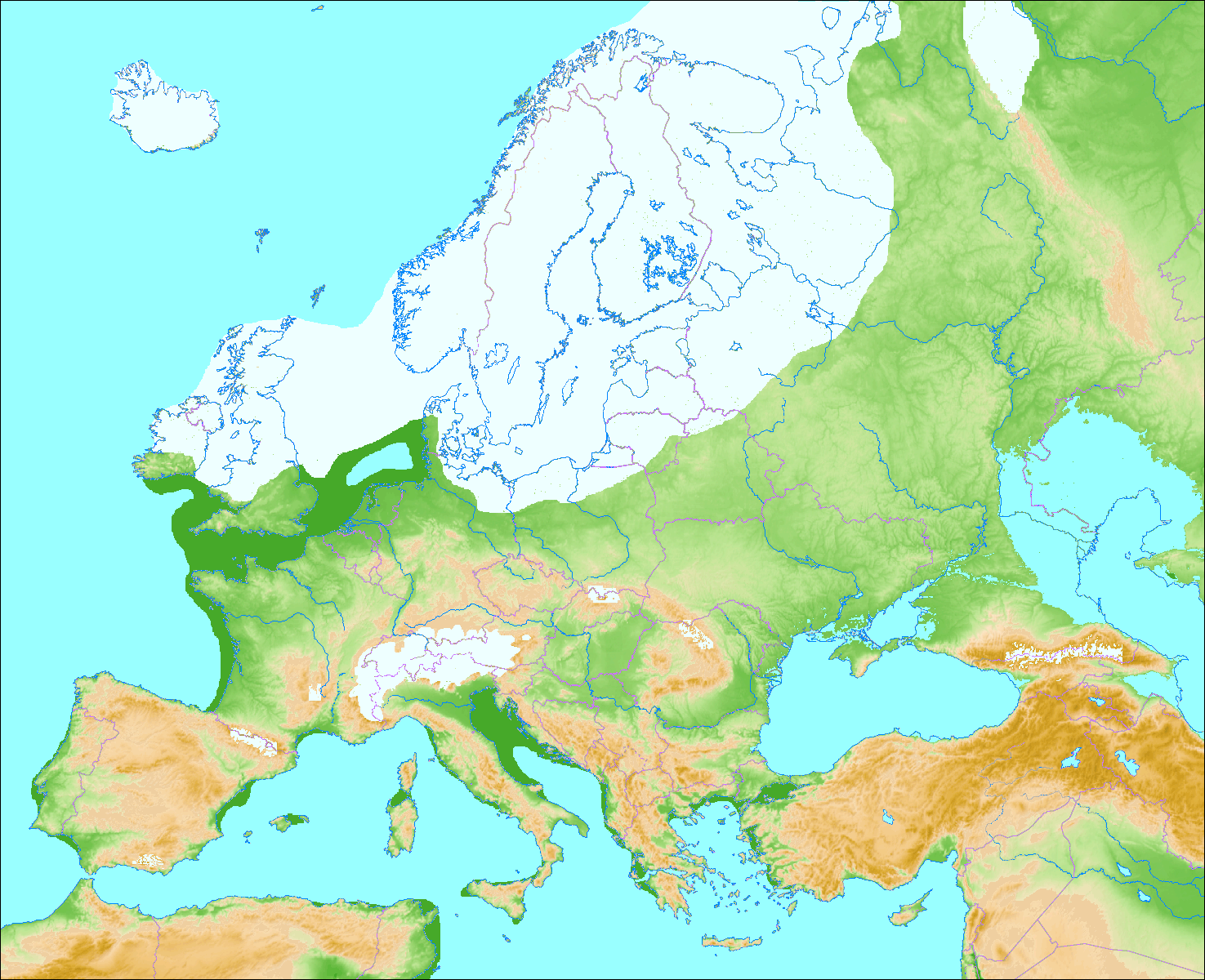
Extension maximale des calottes glaciaires du Nord de l'Europe au cours de la glaciation de Würm. L'inlandsis (calotte anglo-irlandaise et calotte fennoscandienne dont l'épaisseur était de 3 km au centre) atteint le bassin de Londres et la plaine germano-polonaise. Les glaciers alpins poussent des langues terminales en larges glaciers de piémont jusqu'à Sisteron, la Dombes et le Jura. La toundra est au cœur de l'Europe.

Les glaciations quaternaires sont la succession de nombreux cycles glaciaires (de durées variables, d'abord d'environ 40 000 ans puis, à partir de 760 000 ans AP, avec une périodicité d'environ 100 000 ans) survenant depuis 2,6 millions d'années (durant le Quaternaire, dernière période de l'ère Cénozoïque), incluant des périodes interglaciaires de durées très variables. Cette période s'inscrit dans une tendance au refroidissement global du climat depuis 50 Ma et en constitue la période la plus froide. Les phases glaciaires sont caractérisées par le développement d'inlandsis sur les continents, dont l'action a fortement contribué à façonner les paysages actuels par le biais de l'érosion glaciaire. Ces phases ont produit des cycles d'extinction suivis de recolonisations des milieux qui, associés à la dérive génétique, ont profondément structuré la diversité génétique de chaque zone au cours des épisodes glaciaires successifs.

## Formation de la calotte glaciaire Arctique

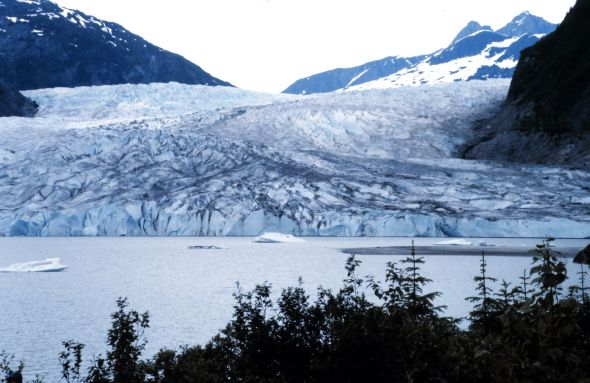
Le glacier de Mendenhall en Alaska.

La formation de la calotte glaciaire arctique a débuté il y a environ 2,7 millions d'années. Elle a été suivie d'un lent processus de refroidissement global. Il y a 3 millions d'années, l’isthme de Panama commença à se refermer, entraînant un bouleversement des courants océaniques, ce qui se traduisit entre autres par une augmentation de l'hygrométrie dans l'Arctique, et finalement l'englacement de l’hémisphère Nord.

## Structure de la période glaciaire actuelle
La période Quaternaire est ponctuée de courtes périodes de réchauffement. Les épisodes froids (glaciations) se caractérisent par une extension massive des glaciers. Avec une durée moyenne de 90 000 ans, ils dominent largement sur les épisodes interglaciaires (seulement 15 000 ans). Ces interglaciaires sont généralement prompts à s'établir, alors que les glaciations sont très progressives. Ainsi les changements climatiques sont-ils rarement équilibrés : à des réchauffements rapides succèdent des refroidissements lents et durables.
Le cycle complet d'un interglaciaire au suivant dure, pour les périodes récentes, un peu plus de 100 000 ans ; mais cette estimation ne vaut que pour les derniers 760 000 ans. De 2,7 millions d'années jusqu'à environ 760 000 ans AP, la durée moyenne d'un cycle n'était que de 40 000 ans. Il faut rapporter cela à des périodes presque aussi longues, de changement de l’inclinaison de l’écliptique (inclinaison de l'axe terrestre). Le cycle actuel de 100 000 ans est principalement lié aux variations de l’excentricité de l'orbite terrestre. On ne dispose pour l'instant d'aucune interprétation satisfaisante de cette altération de la durée des cycles.
L'interglaciaire actuel, désigné sur l'échelle des temps géologiques comme l'Holocène, dure depuis 11 700 ans. Cependant, ces épisodes, plus chauds que les épisodes de glaciation, présentent un climat relativement frais à l'échelle des temps géologiques : la couverture neigeuse autour des pôles et au sommet des montagnes (neiges éternelles) reste permanente. Les glaciers ne peuvent toutefois se maintenir aux latitudes moyennes et il s'y établit le climat tempéré d'aujourd'hui, avec en particulier des hivers doux.

## Causes des glaciations
On recherche aujourd’hui les causes du refroidissement général de la planète depuis l’Éocène dans la géologie elle-même, les oscillations climatiques mineures se laissant par ailleurs expliquer par les variations périodiques de l'excentricité de l'orbite terrestre ou les cycles d'activité du Soleil.
La recherche des causes du cycle des glaciations reste aujourd'hui l'une des branches fondamentales de la paléoclimatologie. Elle est intimement liée aux noms de James Croll et Milutin Milanković, qui tous deux se sont appuyés sur l’hypothèse du Français Joseph-Alphonse Adhémar, selon laquelle des altérations de la géométrie de l’orbite terrestre seraient responsables des glaciations périodiques.

### Variations de l'orbite terrestre
Les variations de l’orbite terrestre sont une conséquence de l’évolution de la distribution des interactions gravitationnelles au sein du système Soleil-Terre-Lune. Elles altèrent la forme elliptique de l’orbite terrestre (Excentricité) autour du Soleil selon une période d'environ 100 000 ans, ainsi qu'une oscillation de l'axe de rotation propre de la Terre (inclinaison de l’Écliptique) selon une période de 40 000 ans, tandis que l'axe des équinoxes reprend la même position sur la trajectoire elliptique à peu près tous les 25 780 ans (précession). Ces « cycles de Milanković » provoquent des changements périodiques de la répartition du flux solaire à la surface de la Terre.
Inspiré par les idées du météorologue allemand Vladimir P. Köppen, Milutin Milanković formula en 1941 : "Der Kanon der Erdbestrahlung und seine Anwendung auf das Eiszeitproblem" (La règle de l'irradiation de la terre et son application au problème de l'ère glaciaire), l’hypothèse selon laquelle les glaciations surviennent à chaque fois que le rayonnement solaire reçu dans les hautes latitudes de l'hémisphère nord atteint un minimum. Selon Köppen, en effet, la fraîcheur des étés compte davantage que le froid des hivers dans la formation des glaciers. Milanković a donc recherché la cause des glaciations dans les régions où les étés sont les plus frais, à savoir les hautes latitudes de l'hémisphère Nord.
Pour certains, les variations des paramètres de l'orbite terrestre (cycles de Milanković) ont pu constituer un facteur déclenchant propice au phénomène mais leur action a certainement été amplifiée par différents facteurs. Ainsi on a avancé comme l'une des causes du début de l'englacement de l'Antarctique et de l'hémisphère Nord, les processus tectoniques et leur action sur les courants marins. Par ailleurs la teneur en CO2 de l’atmosphère, qui est couplée aux oscillations thermiques du globe, aurait joué un rôle actif, comme en témoignent diverses études menées sur les carottes de glace vieilles de 800 000 ans prélevées dans l’Antarctique et au Groënland. De cette façon, la baisse de concentration des gaz à effet de serre dans l'atmosphère, tels le dioxyde de carbone (ainsi que le méthane et le protoxyde d'azote) expliquent environ un tiers de la baisse de température ayant mené aux glaciations, et même la moitié selon une étude récente. D'autres processus de contre-réaction positive, comme l'amplification de l'albédo par les calottes glaciaires ou la disparition de la couverture végétale, ainsi que la variabilité de l'humidité de l’atmosphère ont entretenu le phénomène. On explique les variations dites « stadiales » (refroidissements éphémères au cours d'un âge interglaciaire) et « interstadiales » par le couplage avec la circulation thermohaline.

### Cycles solaires
Il y a eu, lors de la dernière période glaciaire, deux douzaines d'oscillations climatiques, au cours desquelles la température de l'Atlantique Nord n'est remontée à 12 °C que pour une décennie. Ces « évènements de Dansgaard-Oeschger » paraissent survenir tous les 1 470 ans, périodicité qu'on tente d'expliquer par la concomitance de deux cycles solaires : celui de 87 ans et celui de 210 ans, puisque 1 470 est le premier multiple commun de 210 et de 86,5. Au cours de l'interglaciaire actuel, ces événements de Dansgaard-Oeschger ne se sont toujours pas reproduits car les faibles variations d'activité solaire n'ont pas suffi à altérer de manière significative la stabilité des courants marins de l'Atlantique depuis 10 000 ans.

## Datation et nomenclature

### Problèmes de datation
Initialement, la datation des glaciations du Quaternaire s'est appuyée sur la localisation des dépôts correspondants. On les distinguait par la structure des couches alternées des sédiments interglaciaires avec les moraines glaciaires. Mais la comparaison et la recherche de correspondances entre les dépôts identifiés dans des régions éloignées a fait apparaître de nombreuses difficultés. Ainsi, on n'a toujours aucune certitude sur la concomitance des dépôts de la glaciation de la Saale (qui a affecté l'Allemagne du Nord) et ceux de la glaciation de Riss, dans l'espace Alpin. C'est pourquoi les différentes régions de la Terre conservent leur propre division stratigraphique du Quaternaire.
Ces différentes appellations régionales, où les spécialistes eux-mêmes ont du mal à se retrouver, créent de la confusion auprès du grand public. C'est ainsi que la dernière avancée des glaciers, qui a culminé il y a plus de 20 000 ans, est appelée « glaciation de Würm » en France et dans les autres pays alpins, « glaciation du Devensien » dans les Îles Britanniques, « glaciation de la Vistule » en Allemagne et en Europe du Nord, « glaciation de Valdaï » en Russie, et enfin « glaciation du Wisconsin » en Amérique du Nord. Il y a tout autant de diversité pour les autres périodes glaciaires et interglaciaires.
Une autre difficulté dans la datation des dépôts glaciaires continentaux provient de ce que la stratification n'a rien d'un processus continu. Aux phases intenses de sédimentation (comme lors de la progression de l'inlandsis) ont succédé des phases sans sédimentation, ou même des phases d'érosion. En Allemagne du Nord, par exemple, il n'existe aucun site où l'on trouve une alternance complète des sédiments des trois grandes phases de glaciation et des alluvions des épisodes interglaciaires. Le recoupement ne peut donc se faire que par comparaison avec des régions éloignées, ce qui peut conduire à des erreurs d'appréciation.

### Classification internationale
La subdivision internationalement adoptée pour les glaciations du Quaternaire repose sur les propriétés des dépôts sédimentaires marins. Ces sédiments offrent la caractéristique intéressante de se déposer régulièrement dans des poches préservées, ce qui permet aussi bien le dépôt des sédiments des périodes chaudes que des périodes froides.

#### Stratigraphie par les isotopes de l’oxygène marin

Reconstitution de la courbe de température moyenne pour les cinq derniers millions d'années.

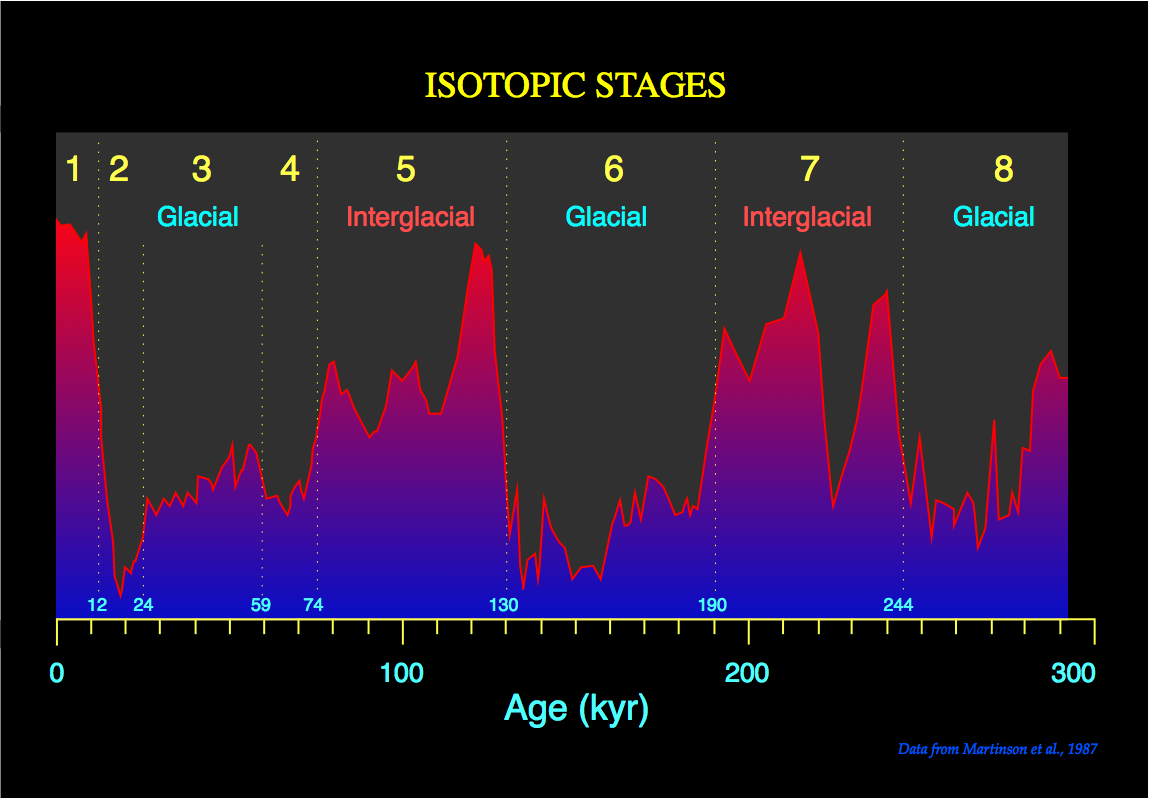
Stades isotopiques de l'oxygène au cours des derniers 300000 ans, d'après Martinson et al.

Une ressource remarquable pour la datation des différents stades de l'ère glaciaire réside dans le comportement des isotopes stables de l’oxygène 16O et 18O fixés dans les micro-organismes coralliens (foraminifères). Comme l’isotope16O est plus léger que 18O, il est présent en plus grande proportion dans les dépôts sédimentaires, ce qui se traduit par une composition isotopique particulière de l’oxygène. Le piégeage de l’isotope léger 16O dans les massifs glaciers continentaux au cours des glaciations a chargé l'océan en isotopes lourds au cours de ces périodes (effet de gel). C'est ainsi que s'est développée une discipline propre, la stratigraphie des sédiments marins.
L'ère glaciaire a été divisée en 103 stades isotopiques de l'oxygène. On attribue un numéro impair aux périodes de réchauffement (interglaciaires), et un numéro pair aux épisodes glaciaires. Ainsi l'interglaciaire contemporain est-il classé comme stade isotopique de l'oxygène 1 (abrégé en SIO 1), et l'apogée de la dernière glaciation comme SIO 2. En prévision de la découverte de nouvelles variations isotopiques postérieurement à l'adoption de cette classification, on a prévu de les intercaler grâce à des lettres suffixées après le numéro : par exemple SIO 5e pour l'interglaciaire Éémien.

#### Magnétostratigraphie
Une autre façon, très commune, de subdiviser le Quaternaire, consiste à repérer les variations et l'inversion du champ magnétique de la Terre. Deux nettes inversions du champ magnétique sont survenues au Quaternaire, l'une il y a 774 000 ans, et l'autre il y a 2 590 000 ans. Il y a eu des phases dites d’excursion du champ magnétique à l'intérieur des phases principales, comme il y a 1,77 million d'années. Lorsque l'on trouve un indice d'une de ces inversions, par exemple dans l'orientation des roches magnétiques des dépôts glaciaires, il devient possible de dater ces dépôts. Cette méthode convient tout autant aux sédiments continentaux qu'aux sédiments marins. C'est ainsi que la datation du début des glaciations est universellement reconnue par les chercheurs : elle se situe à la grande inversion du champ magnétique située à la limite Pliocène - Quaternaire, il y a 2,59 millions d'années, et concorde bien avec les premières avancées des glaciers dans l'hémisphère Nord.

### Classification pour l'Europe centrale
En Europe centrale, les glaciations portent le nom des fleuves dont le lit marque en général l'extension maximum de la calotte glaciaire. Alors qu'en Allemagne méridionale les glaciers se sont étendus depuis les sommets alpins, en Allemagne du Nord ils ont été le prolongement de la calotte glaciaire scandinave. À l'exception de la dernière glaciation (pour laquelle on n'en est pas encore sûr), l'extension des glaciers dans l'Arc alpin et en Allemagne du Nord ont progressé de façon absolument synchrone. Aussi les valeurs avancées aujourd'hui sont-elles sujettes à des révisions dans l'avenir compte tenu de nouvelles avancées scientifiques.
| Espace alpin (extension maximum) | Allemagne du Nord (extension maximum)   | Époque (en milliers d'années BP) | OIS                             |
| -------------------------------- | --------------------------------------- | -------------------------------- | ------------------------------- |
| -                                | glaciation de Brüggen (Brüggen)         | env. 2200                        | ?                               |
| glaciation de Biber (Biberbach)  | -                                       | env. 1900–1800, ou 1500–1300     | OIS 68–66, ou OIS 50–40         |
| -                                | glaciation des Éburons (Éburonne)       | env. 1400                        | ?                               |
| glaciation de Donau (Danube)     | -                                       | env. 1000–950                    | OIS 28–26                       |
| -                                | glaciation Ménape (Ménapes)             | 640–540                          | ?                               |
| glaciation de Günz (Günz)        | -                                       | 800–600                          | OIS 20–16                       |
| glaciation de Mindel (Mindel)    | -                                       | 475–370                          | OIS 12                          |
| -                                | glaciation de l'Elster (Elster Blanche) | 400–320                          | OIS 10                          |
| glaciation de Riss (Riss)        | glaciation de la Saale (Saale)          | 350–120 (Riß), 300–130 (Saale)   | OIS 10–6 (Riß), MIS 8–6 (Saale) |
| glaciation de Würm (Würm)        | glaciation de la Vistule (Vistule)      | 115–10                           | OIS 2–4                         |

| Subdivisions lithostratigraphiques | Équivalent alpin               | Équivalent nordique        | Climat | Chronologie isotopique | Biozone des mammifères, |
| Tubantien                          | Würmien                        | Weichsélien                | Froid  | SIO 4-2 ou SIO 5d-2    | MNQ 26                  |
| Éémien                             | Interglaciaire Riss-Würm       | Éémien                     | Chaud  | SIO 5e                 | MNQ 25                  |
| Drenthien                          | Saalien                        | Glaciation de Riss         | Froid  | SIO 10-6 ou SIO 8-6    | MNQ 22-24               |
| Needien                            | Interglaciaire Mindel-Riss     | Holsteinien                | Chaud  | SIO 11                 | MNQ 22                  |
| Taxandrien                         | Glaciation de Mindel           | Elstérien (ou « Günz II ») | Froid  | SIO 10 ou SIO 12       | MNQ 22                  |
| Cromérien                          | Interglaciaire de Günz I et II | Cromérien                  | Chaud  | SIO 22-13              | MNQ 21                  |
| Ménapien                           | Glaciation de Günz             | Ménapien et Bavélien       | Froid  | SIO 31-23 et SIO 22-16 | MNQ 20                  |
| Waalien                            | Interglaciaire Donau-Günz      | Waalien                    | Chaud  |                        | MNQ 19                  |
| -                                  | Glaciation de Donau            | Éburonien                  | Froid  | SIO 28-26              |                         |
| Tiglien                            | Interglaciaire Biber-Donau     | Tiglien                    | Chaud  |                        |                         |
| Amstélien (nl)                     | Glaciation de Biber            | Prétiglien                 | Froid  | SIO 68-66 ou SIO 50-40 | MNQ 18                  |
| ---------------------------------- | ------------------------------ | -------------------------- | ------ | ---------------------- | ----------------------- |

## Action géomorphologique

### Extension des glaciers

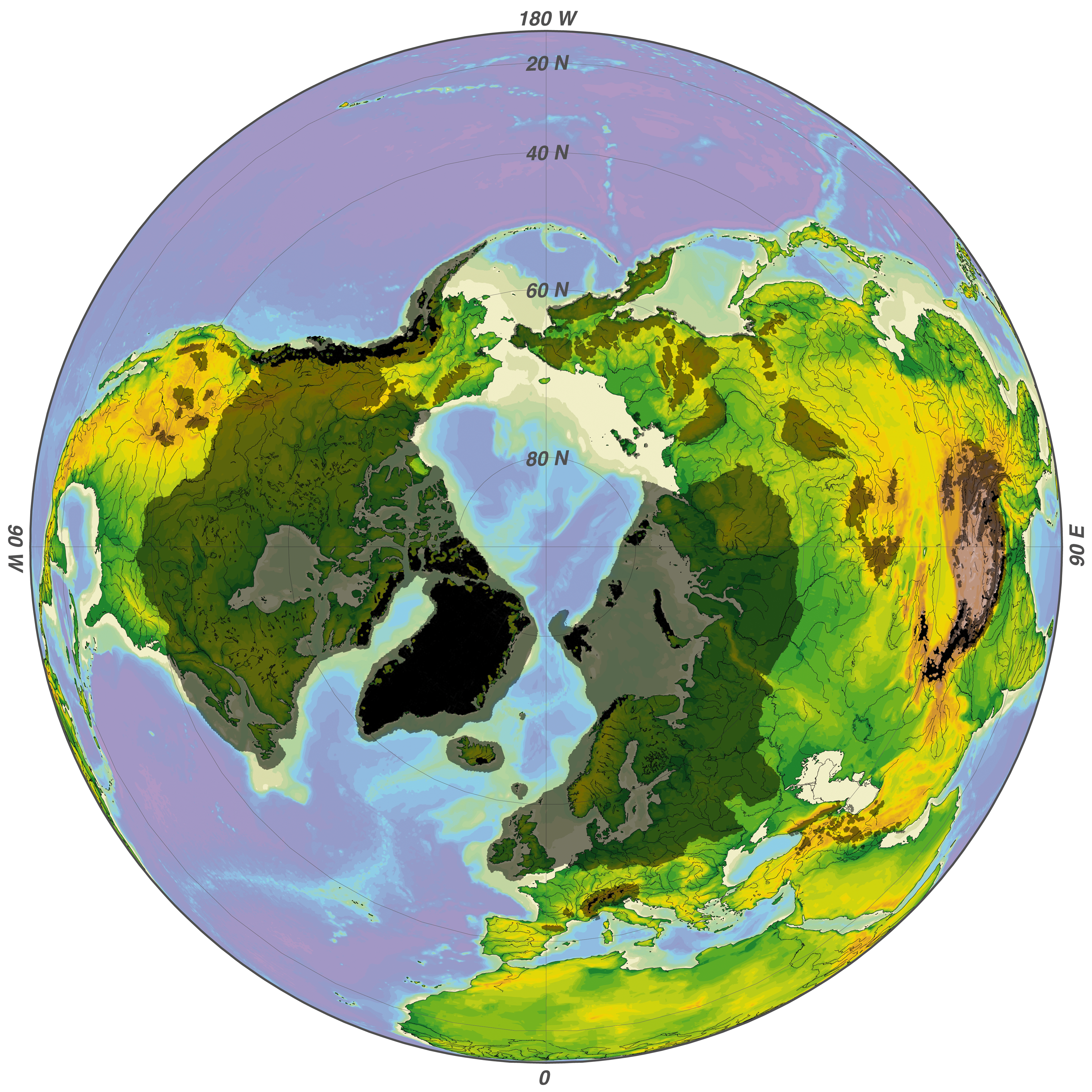
Minimum (interglaciaire, en noir) et maximum (glaciaire, en gris) de la glaciation de l'hémisphère Nord.

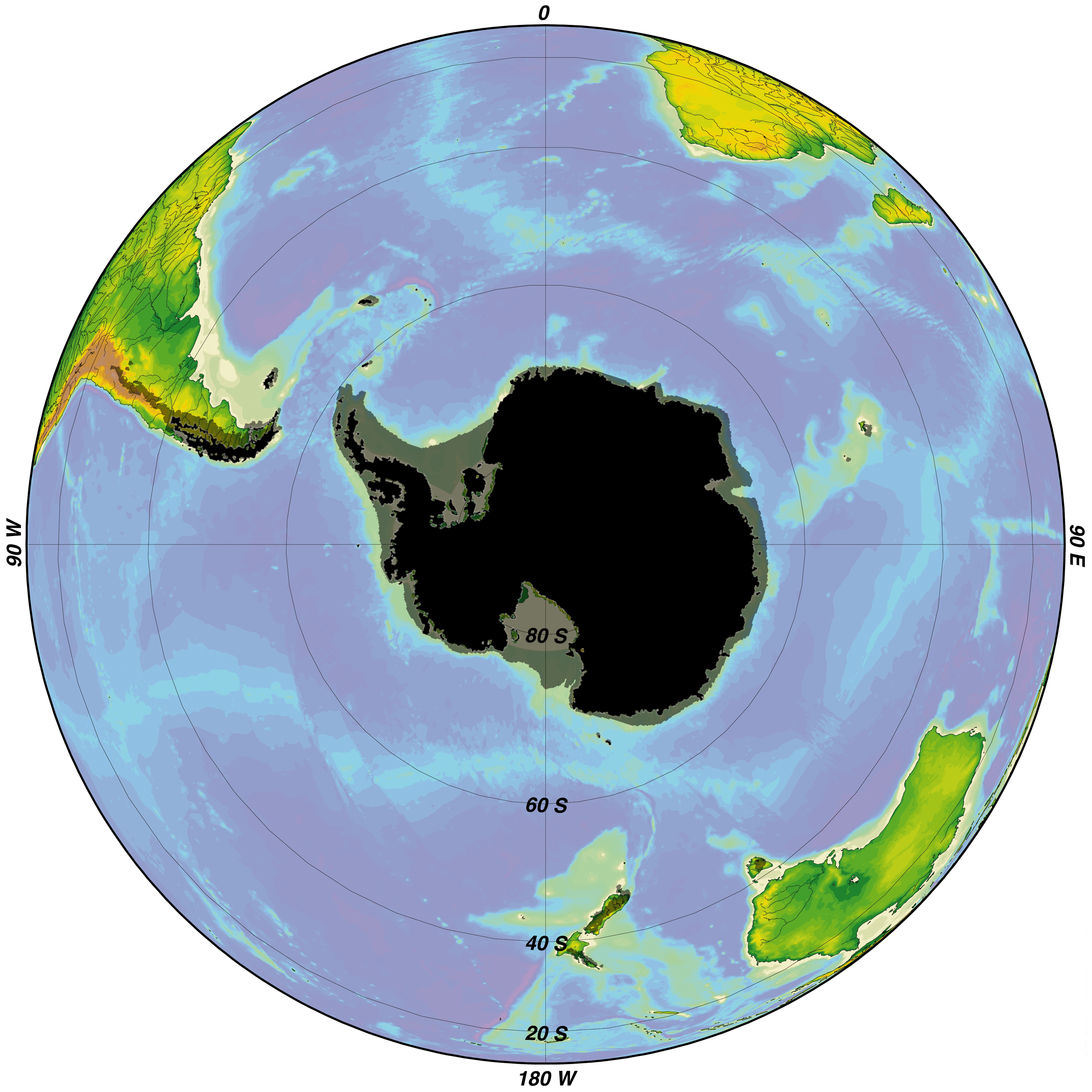
Minimum (interglaciaire, en noir) et maximum (glaciaire, en gris) de la glaciation de l’hémisphère sud.

Au cours des périodes glaciaires, l’inlandsis et les névés se sont considérablement étendus, jusqu’à recouvrir à peu près 32 % des terres émergées du globe, surtout dans l’hémisphère Nord : ce fut une grande partie de l’Europe, de l’Asie et de l’Amérique du Nord. Actuellement, seules 10 % des terres émergées sont encore couvertes de glaciers.
Les traces des glaciers, dues à l'érosion glaciaire, sont bien visibles, que ce soit des sites de grandes dimensions (par ex. le Plateau des lacs mecklembourgeois, les vallées glaciaires du Brandebourg) ou de dimensions modestes ayant étonnamment bien résisté aux formes d'érosion ultérieures (par ex. moraines, épaulements, roches moutonnées). Ainsi, on trouve par exemple dans les Alpes maritimes des sites témoins glaciaires pouvant être datés des SIO 16 et 12.
Au cours des glaciations du Quaternaire, l'étendue de l’inlandsis de l’Antarctique a été beaucoup plus stable que celle de l'Arctique. On suppose d'une part que le gel des terres et des plateaux continentaux en pente douce de l’hémisphère nord a été plus intense que dans l'océan Antarctique. D'autre part, le continent Antarctique étant déjà gelé en profondeur, la calotte glaciaire ne peut s'étendre en surface que très peu. On relie l'extension actuelle du glacier à la baisse du niveau de la mer.
Tout au long du présent interglaciaire (Holocène), la calotte glaciaire a beaucoup régressé. Après une ultime avancée lors de la phase glaciale vers la fin du Dryas récent, le recul a été rapide au début de l'Holocène, avec la disparition de plusieurs glaciers, notamment en Islande et dans la péninsule scandinave. Cela vaut pour l'apogée de l'interglaciaire (Holocène), il y a un peu plus de 7000 ans. À cette époque, les glaciers des Alpes étaient bien plus petits qu'ils ne le furent au début du XXe siècle. Si plusieurs chercheurs admettent que les glaciers des Alpes ou de Scandinavie sont des vestiges de la dernière glaciation, d'autres estiment qu'ils ne sont apparus qu'au cours des derniers 6000 ans, plusieurs d'entre eux n'ayant atteint leur extension maximale qu'il y a quelques siècles.

### Niveau des océans
La formation des calottes glaciaires continentales a fixé d'énormes quantités d'eau. Au plus fort de la dernière glaciation, le niveau de la mer était plus bas de 120 à 130 m. Cela s'est accompagné de l'émergence de plusieurs péninsules. Des mers fermées et des mers intérieures telles la mer du Nord se sont trouvées pratiquement asséchées. L'émergence de la Béringie, qui a relié le Nord-est asiatique à l'Amérique du Nord, s'est avérée d'une importance décisive pour l'évolution du vivant : elle a permis les échanges faunistiques entre les deux mondes ainsi que le premier peuplement de l'Amérique.

### Érosion des cours d'eau
Ces glaciations entraînent une reprise d'érosion des cours d'eau due à la baisse du niveau de base qui a pour effet de déstabiliser leur profil d'équilibre et d'engendrer un surcreusement des formations géologiques. En fonction de cette érosion, tous les cours d'eau font apparaître à l'affleurement des formations géologiques de plus en plus profondes (et donc anciennes) depuis l'amont vers l'aval. Lors de la remontée de la mer après chaque phase de glaciation, « l'érosion s'estompe et la sédimentation l'emporte. Se dépose alors en fond de vallée une succession d'alluvions (anciennes à récentes) formant des terrasses alluviales lors des reprises d'érosion. Au sein de ces dépôts alluvionnaires alternent des niveaux plus ou moins tourbeux de graviers, sables et/ou argiles en fonction de la dynamique de transport, la sédimentation devient de plus en plus fine au fur et à mesure que la vitesse d'écoulement diminue ».

### Climat et atmosphère
Au cours des glaciations, par suite de la baisse des températures, les précipitations ont été globalement bien inférieures à ce qu'elles étaient au cours des périodes chaudes, quoique ce bilan masque des contrastes régionaux très importants. Alors que les latitudes polaires et moyennes ont connu un climat plutôt sec, les zones tropicales pouvaient connaître par endroits un climat humide. Les déserts tropicaux étaient arides, et les terres tropicales humides étaient de faible étendue. Mais la quantité d'eau mobilisable en pluie sous les hautes et moyennes latitudes était plus importante au cours des périodes glaciales qu'aujourd'hui, car la baisse des températures et la réduction de couverture végétale diminuaient d'autant l'absorption d'eau.
Le dernier maximum glaciaire (DMG) est survenu il y a 21 000 ans. La température moyenne globale était inférieure d'environ 5 à 6 K par rapport à aujourd'hui. On sait par le gaz fixé dans la glace polaire que la concentration atmosphérique en CO2 (dioxyde de carbone) pendant les 800 000 ans avant l'an 1750 a varié entre 180 ppm en périodes froides (glaciations) et 300 ppm en périodes chaudes (interglaciaires). Depuis l'an 1750 cette concentration a augmenté de 40 % comparé aux teneurs d'avant la Révolution industrielle (278 ppm de CO2 avant la Révolution industrielle et 390,5 ppm en 2011) — et de 150 % en méthane, autre gaz à fort effet de serre (722 ppb de CH4 en 1750 et 1803 ppb en 2011).
Dans les derniers stades de chaque glaciation, la température du globe s'est accrue par suite de l'augmentation naturelle du rayonnement solaire, puis en réaction à ce réchauffement initial, l'atmosphère s'est chargée en gaz CO2 et en méthane. Cette concentration prend quelques siècles. Le phénomène est réversible, c'est-à-dire que chaque glaciation s'accompagne d'une baisse de la teneur en gaz à effet de serre. La montée en température dicte pratiquement le taux de concentration en gaz à effet de serre : les courbes de variation des teneurs en CO2 et en méthane atmosphériques sont pratiquement parallèles à la courbe de température au cours de ce processus,. Cette correspondance des variations chronologiques est univoque et ne présente ni discontinuité, ni rebroussement, de sorte que pour cette période géologique, l'interaction Soleil-température au sol de la Terre paraît jouer un rôle prépondérant.
Une théorie différente suggérait que la libération des gaz à effet de serre conduirait par un processus de contre-réaction à un ralentissement du réchauffement suivi d'une nouvelle phase de libération gaz à effet de serre, jusqu'à ce qu’un état stationnaire soit finalement atteint, et le climat aussi bien que la concentration en gaz à effet de serre serait demeurés relativement stable au cours des interglaciaires. Ce mécanisme de réchauffement naturel aurait alors pu expliquer le réchauffement climatique actuel, car l'augmentation de la teneur de l'atmosphère en gaz à effet de serre, aujourd'hui liée à l’activité anthropique, est réputée relancer une élévation de la température globale.
Toutefois, cette théorie est fragilisée par les observations convergentes montrant que l'élévation de la teneur de l'atmosphère en dioxyde de carbone suit, parfois de plusieurs centaines voire milliers d'années, l'élévation de température. Ceci est dû au processus de dégazage des océans, sous l'effet de la température, qui pourrait certes alimenter des boucles de rétroactions positives mais les études sur ce dernier point sont insuffisantes pour le moment.
Selon plusieurs chercheurs enfin, le rayonnement solaire ne jouerait qu'un rôle subalterne dans la phase de réchauffement actuelle.

### Faune et flore

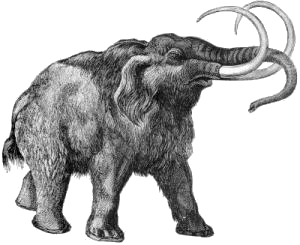
Le mammouth laineux (Mammuthus primigenius), représentant typique de la faune du Quaternaire dans l'hémisphère Nord.

Les variations climatiques du Cénozoïque ont marqué de façon décisive l’évolution du vivant. Les alternances de refroidissement et de réchauffement ont cantonné les espèces vivantes à des habitats spécifiques. D'innombrables espèces végétales et animales ont dû abandonner leur territoire ou se sont éteintes.
De nombreuses espèces caractéristiques du Pléistocène, en particulier de la mégafaune, sont aujourd'hui éteintes, comme le mammouth, le Palaeoloxodon, le Smilodon, le lion des cavernes eurasiatique, l’ours des cavernes etc. Il est aujourd'hui admis que l'Homme, par la surchasse, a eu un impact décisif si ce n'est exclusif sur leur extinction entre environ 50 000 et 10 000 ans AP,.

## Prospective
Il y a environ 11 700 ans, la dernière période glaciaire s'est achevée et nous sommes entrés dans la période interglaciaire de l'Holocène, ce qui a fait remonter le niveau de la mer d'environ 120 mètres en plusieurs étapes. L'optimum climatique de l'Holocène a été atteint entre environ 6000 et 4000 av. J.-C., durant le Néolithique. Depuis, les températures ont fluctué modérément à l'échelle planétaire, avec une légère tendance baissière,.
Les émissions de CO2 dues aux activités humaines pourraient prolonger la période interglaciaire actuelle. Le climat dépend en effet étroitement de la quantité de gaz à effet de serre (CO2 et méthane) dans l'atmosphère. Des modèles basés sur une augmentation du niveau de CO2 atmosphérique atteignant 750 parties par million (ppm) ont estimé que la période interglaciaire actuelle pourrait être ainsi prolongée de plusieurs milliers d'années,.